# 祇園甲部

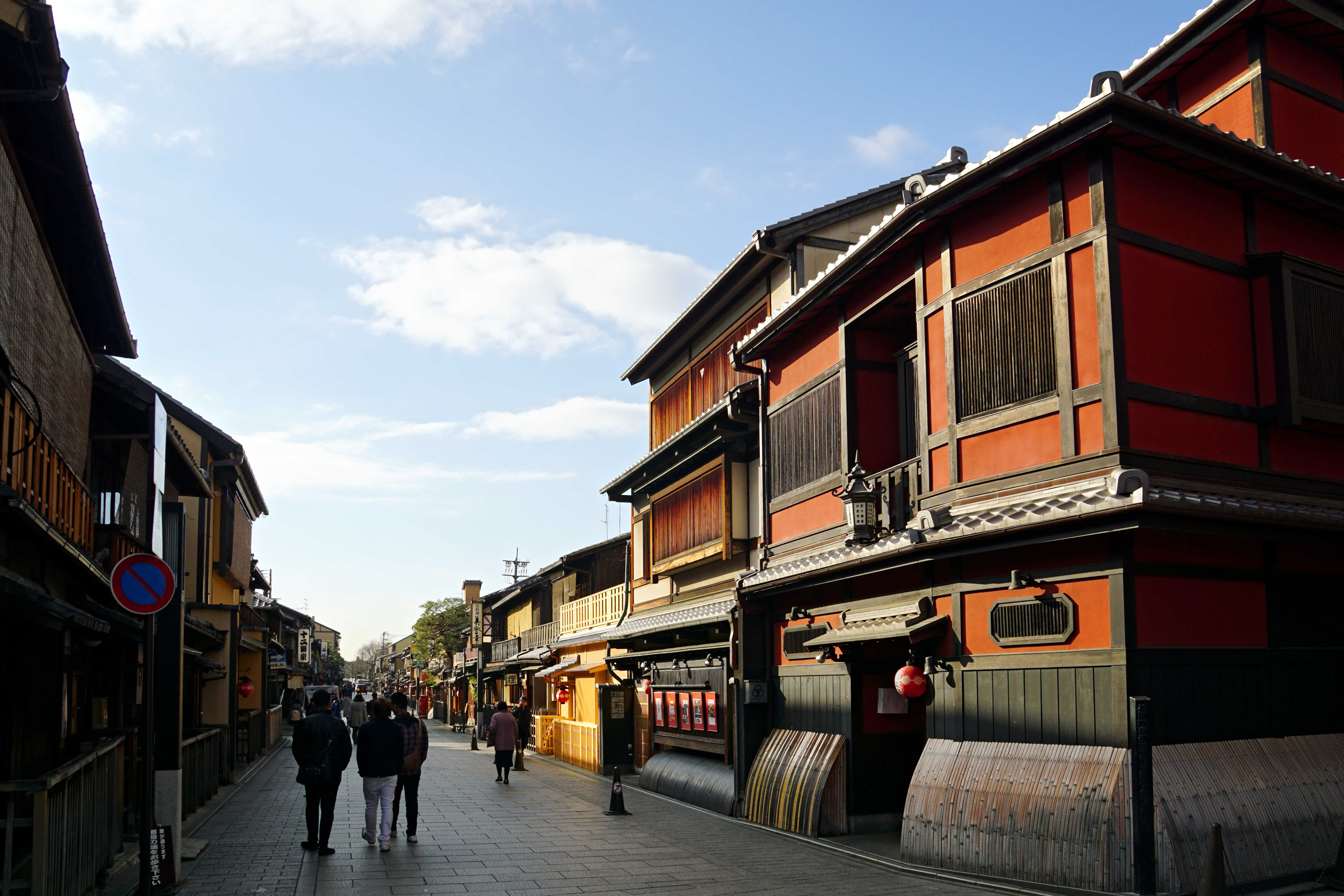
花見小路

1. 明治中期の四条通（一力亭が写し出されているもの）
2. 1920年代の新橋地区、白川沿いの写真

祇園甲部（ぎおんこうぶ）は、京都市東山区にある京都で最大の花街。

## 歴史
寛永年間（1624年 - 1645年）に祇園社（現在の八坂神社）の門前で営業された水茶屋が始まりとされる。京都所司代板倉重宗によって茶立女（）を置くことが許可され、門前の茶屋町を「祇園町」と称するようになった。寛文年間（1661年 - 1673年）になると四条河原町に芝居小屋が建ち、四条通と大和大路通にも茶屋が開かれるようになり、弁財天町・二十一軒町・中之町・山端町・宮川町で、「祇園外六町」と称した。享保17年（1732年）、正式に茶屋渡世の営業許可が下りると元吉町・橋本町・林下町・末吉町・清本町・富永町の「祇園内六町」が開かれ、さらに繁栄した。この際に、団子をモチーフにした紋章が作られた。この紋章は現在も祇園甲部と祇園東の紋章として使われている。江戸末期にはお茶屋が500軒、芸妓、舞妓、娼妓合わせて1000人以上いたという。
明治に入り東京奠都によって繁栄に陰りが差した祇園を立て直すため、一力亭の九代目当主杉浦治郎右衛門は明治5年（1872年）に、大参事槇村正直や初代京都府知事長谷信篤の協力を得ながら「祇園甲部歌舞会」を設立。芸を身につけた職業女性として、芸妓の自立と地位向上をめざした。また、京都博覧会の付け博覧会として都をどりを企画・創設した（詳細は「都をどり」の項を参照のこと）。第1回の都をどりの振り付けを担当したのは三世家元・三代目井上八千代であり、これ以降、祇園甲部では井上流が舞の流儀となった。現代においても祇園の舞は井上流一筋となっている（それ以前は篠塚流の存在も大きかった）。この時期、祇園は文人や政治家等に愛され大いに繁栄した。当時「膳所裏（）」と呼ばれていた一部の地域は明治14年（1881年）に祇園乙部（後の祇園東）として分離し、現代に至る。
大正元年（1912年）、貸座敷取締規制改正により四条通両側、縄手通（大和大路通）におけるお茶屋営業が禁止され、四条通に面していた一力亭は入口を花見小路側に移設した。第二次世界大戦が始まると白川沿いの北側は建物疎開で破壊された（その中に磯田多佳が経営していた「大友（）」が含まれていた）。この地域は現在は遊歩道となっている。1945年に太平洋戦争が終わると、祇園甲部はすぐに営業を再開。1950年には「都をどり」が南座で再開された（後に本拠地である祇園甲部歌舞練場に戻り、現在に至る）。

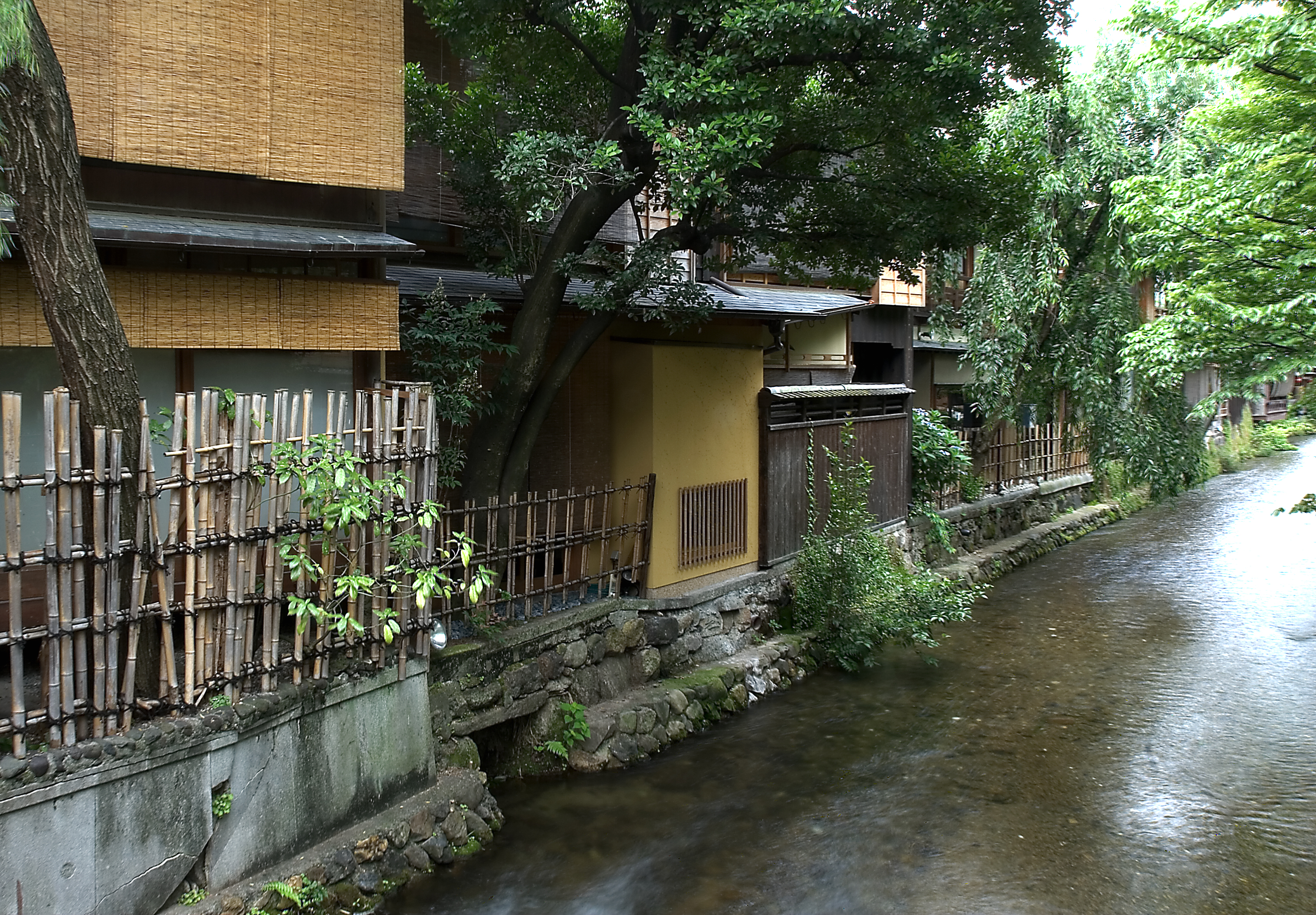
新橋地区、白川沿い南側の茶屋

昭和30年代から40年代にかけてお茶屋150軒、芸妓、舞妓合わせて600人を数えたが、時代の流れと共に花街の規模は縮小していった。古い街並みはビルに変わり、加えてバーやスナック、性風俗店の進出により環境が悪化する。新橋地区（元吉町）の住民はこの乱開発に危惧を抱き、この地域の町並み保存を行政に働きかけた。この結果、新橋地区は修景地区に指定され、1976年に重要伝統的建造物群保存地区として選定される。一方、祇園町南側（とくに花見小路周辺）は女紅場学園所有であるために乱開発は逃れ、歴史的風景特別修景地区に指定された。
この町のシンボルというべき舞妓も一時は20人以下へと落ち込んでいたが、近年徐々に回復し、現在は30人弱にまで増えていると言われる。

## 人物
祇園は数多くの人物で彩られ、また名妓を輩出してきた。江戸初期には大石内蔵助が一力亭で遊んでいた話は歌舞伎などでも知られ、江戸末期には後の新政府を樹立する多くの志士らによって利用され続けた。高杉晋作は「井筒屋」の芸妓、小梨花を贔屓にして都々逸「なによくよくよ川端柳、水のながれを見て暮らす」と歌っている。また、大和大路通に営業していた「魚品」の芸妓、君尾は志士らを新選組の目から逃れさせたことで有名。時は下り、明治期に「加藤楼」のお雪（雪香）はアメリカの財閥であるモルガンと結婚して、後に「モルガンお雪」と呼ばれた。吉井勇の「かにかくに祇園はこひし寝るときも枕の下を水のながるる」の歌で有名なお茶屋「大友」の女将で芸妓である磯田多佳女や、井上流の名手として、また後輩の育成に努めた松本佐多女、ほかに早崎春勇、三宅小まめ、玉木里春、藤本竹葉、上羽秀（現役当時の芸名そめ、小説『夜の蝶』のモデル）、安藤孝子（現役当時の芸名は孝千代、後に11PMに出演）、岩崎峰子、高田真知子、佳つ乃など京都のみならず、世間に花を添えてきた芸妓が数多くいる。最近では芸妓としては初のジャズシンガーの真箏、お見世出し（デビュー）2年目から売花奨励賞第1位を連続受賞した紗月は、舞妓の頃からケーブルテレビ番組にレギュラー出演したり、TV、雑誌、メディアに度々とりあげられ、芸妓になってからは自らのインスタグラムで発信し多くのフォロワーを獲得し、平成令和の全国の現役の芸舞妓や芸舞妓を志す人たちの憧れと目標であり続けた。現在、祇園甲部芸妓組合の会長に就任しているのは芸妓で井上流名取であるまめ鶴で、ほかに小富美、斗美千代、小萬、豆弘、豆花、小喜美、照古満、豆爾など代表的な芸妓らがいる。

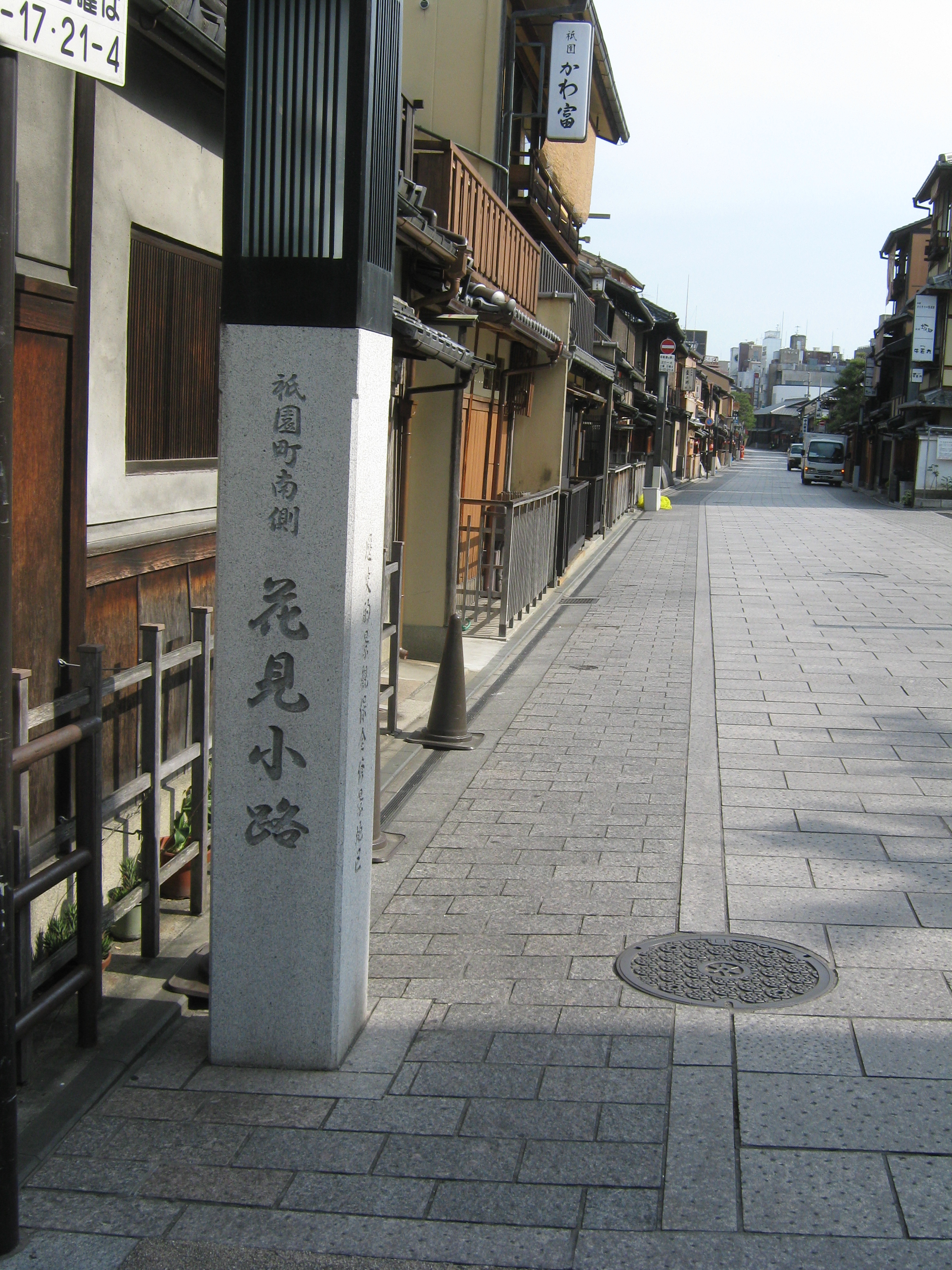
祇園甲部、京都市東山区花見小路四条下ル
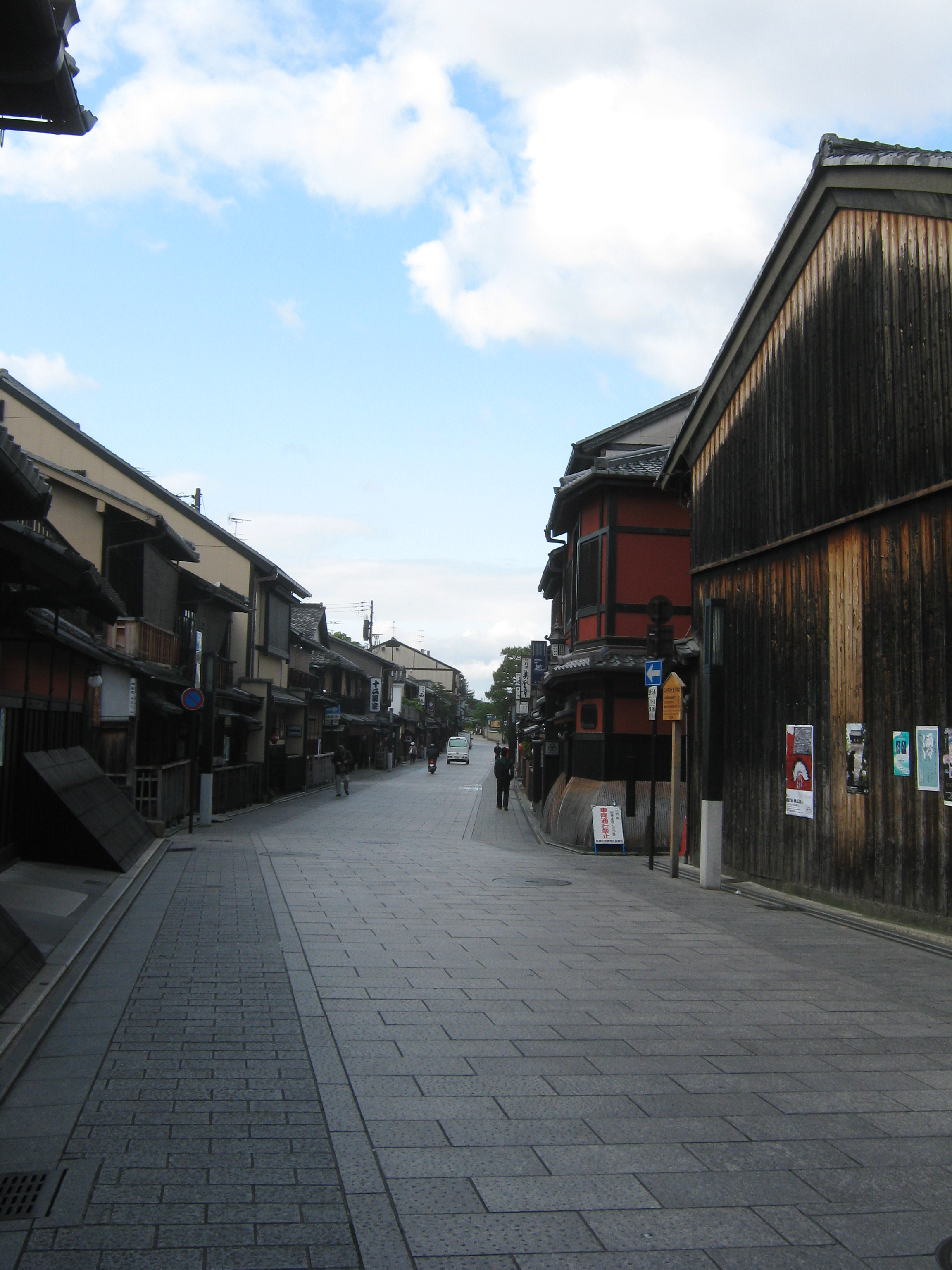
祇園甲部、京都市東山区花見小路四条下ル
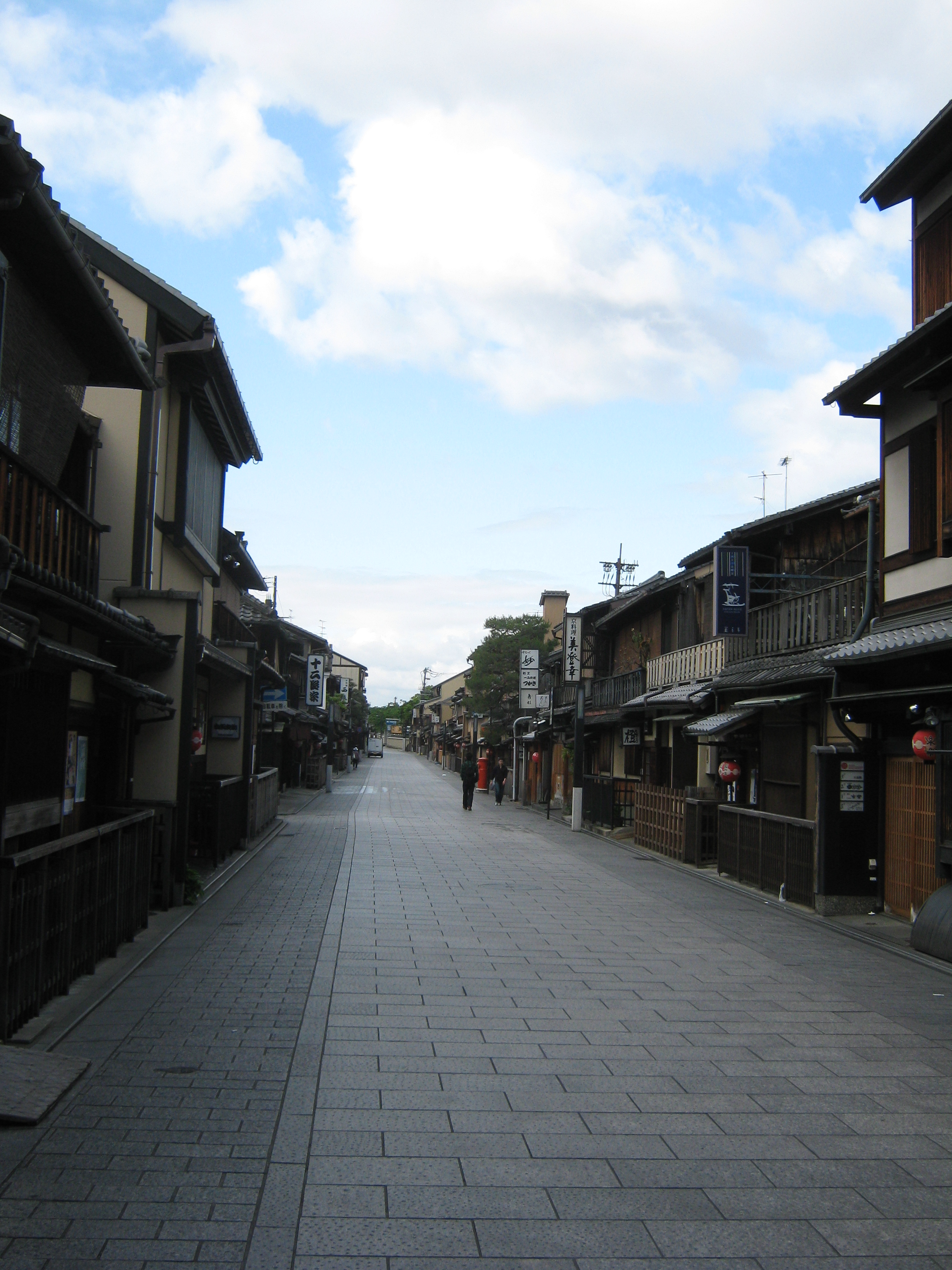
祇園甲部、京都市東山区花見小路四条下ル
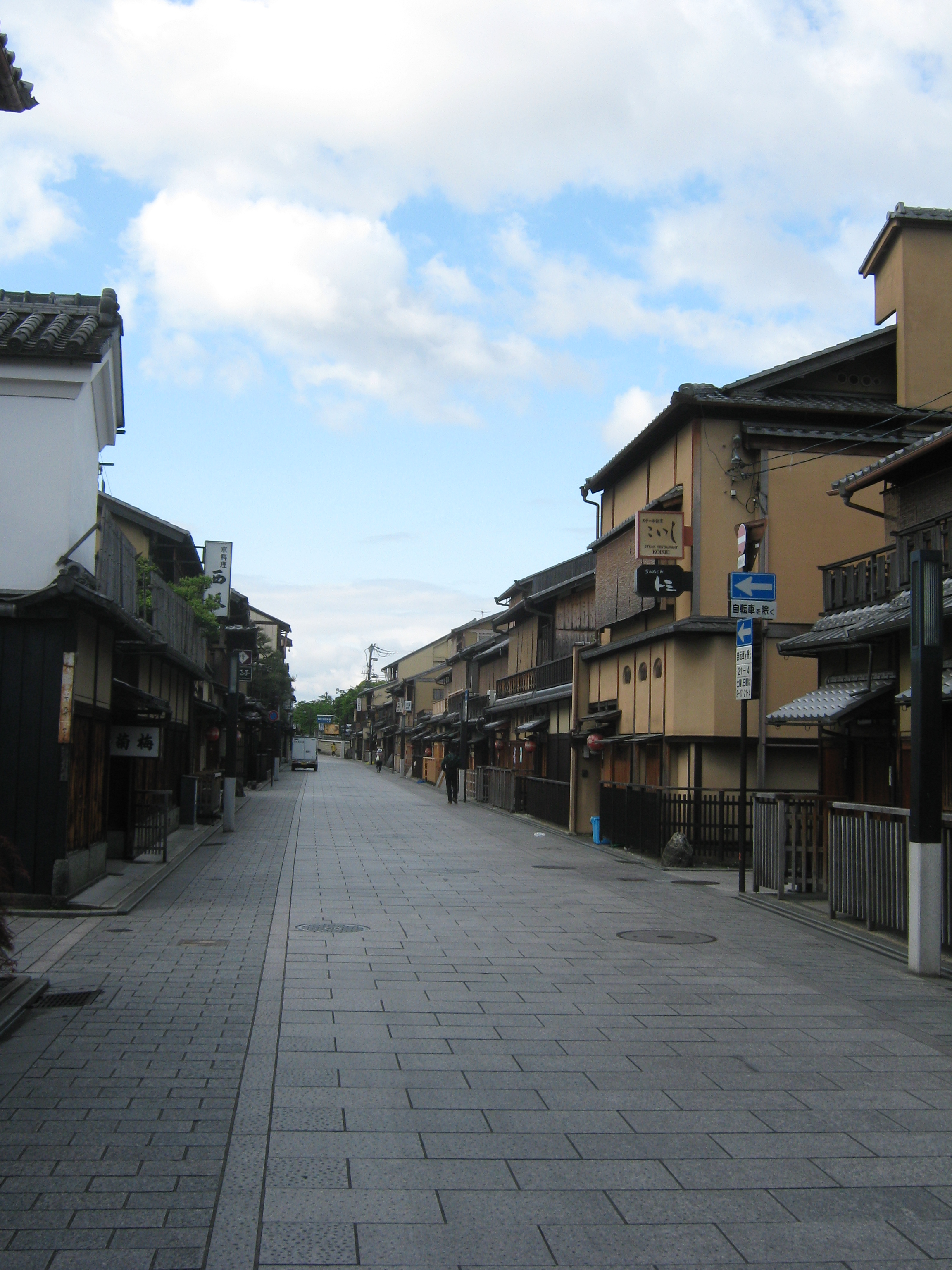
祇園甲部、京都市東山区花見小路四条下ル
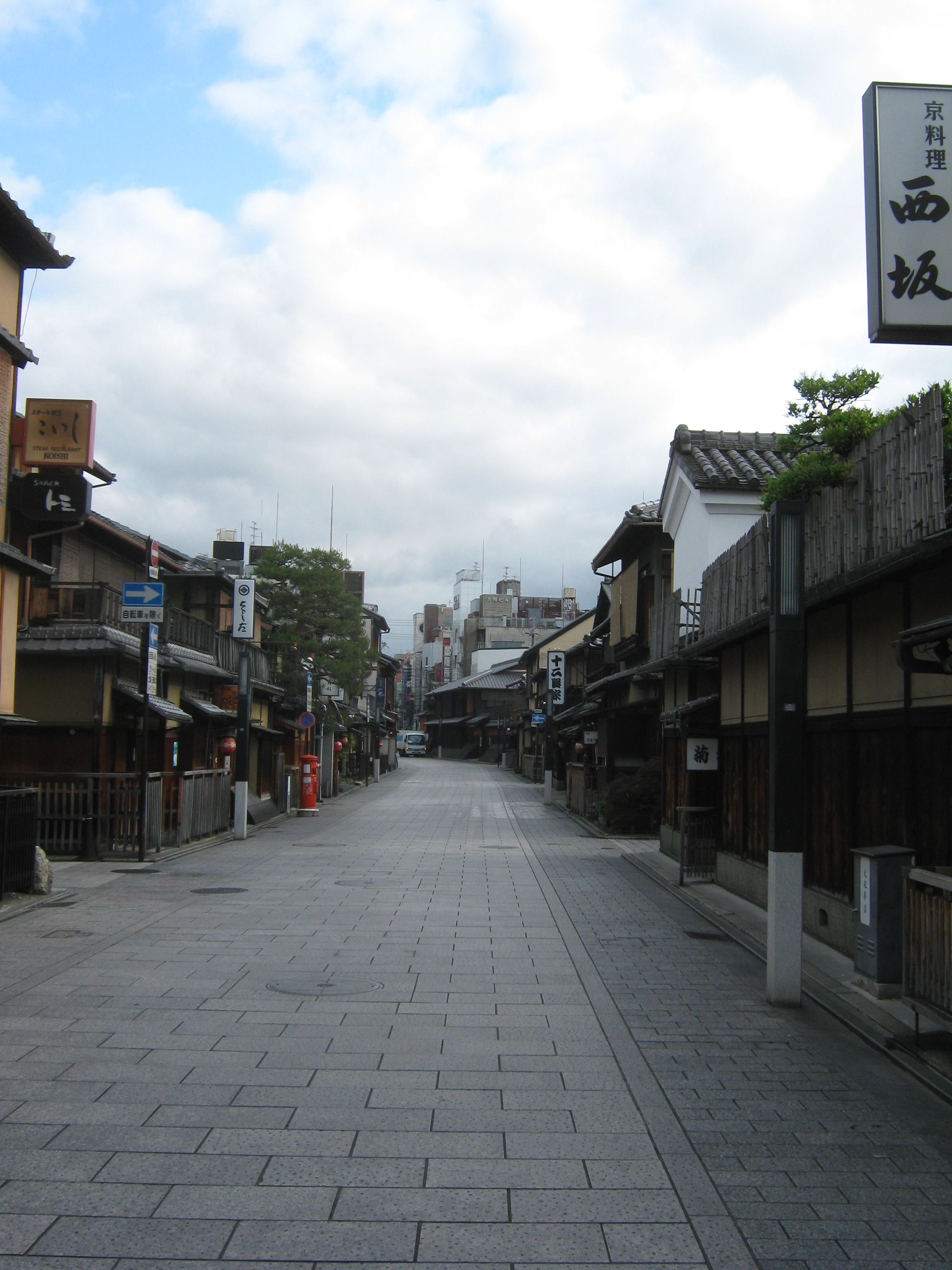
祇園甲部、京都市東山区花見小路四条下ル

## 主な行事
- 始業式
- 初寄り
- 大石忌
- 都をどり（4月1日 - 4月30日）
- 京都五花街合同公演
- みやび会
- 祇園祭
- 八朔（8月1日）
- 温習会（10月1日 - 10月7日）
- 顔見世総見
- 事始め
- おことうさん

### 街について
- 祇園

### 神社
- 八坂神社
- 辰巳神社（辰巳大明神）

### 寺院
- 仲源寺（目疾地蔵）

### 人物
- 谷崎潤一郎
- 夏目漱石
- 長田幹彦
- 与謝野晶子
- 上村松園
- 吉井勇
- 井上八千代

### 漫画
- 玄椿
- 女帝 花舞
- 紅匂ふ